# Valltjärnen (Ytterhogdals socken, Hälsingland)
Valltjärnen är en sjö i Härjedalens kommun i Hälsingland och ingår i Ljungans huvudavrinningsområde. Sjön har en area på 0,0407 kvadratkilometer och ligger 395,1 meter över havet.

## Delavrinningsområde
Valltjärnen ingår i det delavrinningsområde (690549-147337) som SMHI kallar för Ovan Råbäcken. Medelhöjden är 373 meter över havet och ytan är 11,8 kvadratkilometer. Det finns inga avrinningsområden uppströms utan avrinningsområdet är högsta punkten. Vattendraget som avvattnar avrinningsområdet har biflödesordning 3, vilket innebär att vattnet flödar genom totalt 3 vattendrag innan det når havet efter 179 kilometer. Avrinningsområdet består mestadels av skog (94 procent). Avrinningsområdet har 0,04 kvadratkilometer vattenytor vilket ger det en sjöprocent på 0,3 procent.